# Этил

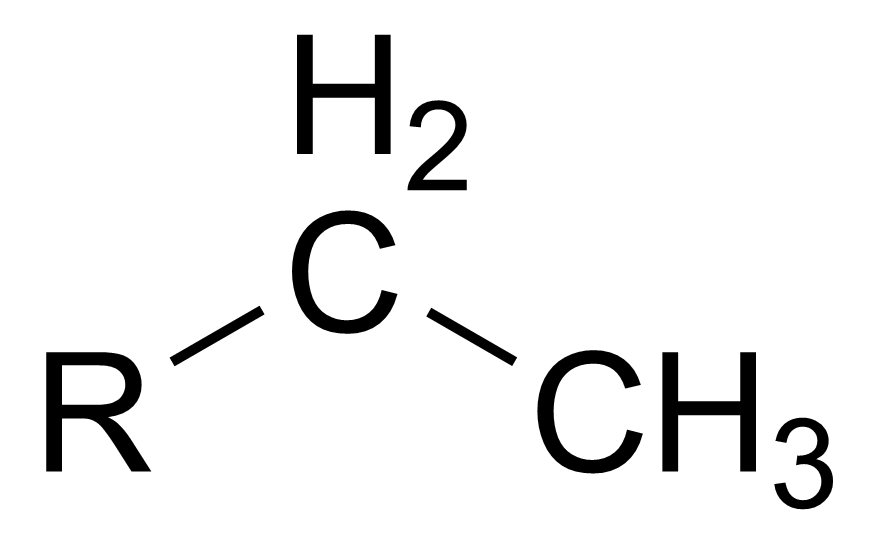
Структура типичной этиловой группы

Этил С2Н5 — одновалентный радикал этана (С2Н6). Следует отделять частицу — свободный радикал •СН2—CH3 (частица с неспаренным электроном на внешней орбитали) и группу атомов — этильная группа — СН2—CH3 (также обозначается как —Et), являющейся частью химического соединения.

## Этильный радикал
В промышленности производится расщеплением бутана. Время жизни — около нескольких микросекунд, но оно может быть увеличено при помощи ингибиторов.
Химически крайне активен, легко димеризуется с образованием бутана
CH2CH3• + •CH2CH3 → CH2CH3CH2CH3
Образуется в свободном виде при некоторых реакциях:
- при распаде тетраэтилсвинца

Pb(CH2CH3)4 →(t) Pb + 4CH3CH2•
- при распаде некоторых азосоединений (содержат группу —N=N—)
- при реакции хлорирования, нитрования, окисления этана

Cl2 (hν или t°)→ 2Cl•
Cl• + CH3CH3→ HCl + CH3CH2•
Легко реагирует с кислородом, галогенами и другими веществами.

## Этильная группа
Является заместителем во множестве органических соединений.
Введение этильной группы может осуществляется:
- по реакции SN2 замещения при использовании иодэтана, диэтилсульфата, этилтозилата.

Et2NH + EtI → Et3N + HI
- при реакции соединений с электрофильными группами (С—Hal, С=O, —CN) с металлорганическими соединениями (EtMgCl, Zn(CH2CH3)2)

Me2CO + EtMgCl → EtMe2C—O—MgCl
Введение в соединение этильной группы увеличивает липофильность вещества.